# MLB All-Star Game 2013
MLB All-Star Game 2013 – 84. Mecz Gwiazd ligi MLB, który rozegrano 16 lipca 2013 roku na stadionie Citi Field w Nowym Jorku. Mecz zakończył się zwycięstwem American League All-Stars 3–0. Spotkanie obejrzało 45 186 widzów; to rekord frekwencji na Citi Field.
Najbardziej wartościowym zawodnikiem meczu wybrano closera New York Yankees Mariano Riverę.

## Wyjściowe składy
| American League | American League | American League | American League | National League | National League  | National League | National League |
| #               | Zawodnik        | Klub            | Pozycja         | #               | Zawodnik         | Klub            | Pozycja         |
| --------------- | --------------- | --------------- | --------------- | --------------- | ---------------- | --------------- | --------------- |
| 1               | Mike Trout      | Angels          | LF              | 1               | Brandon Phillips | Reds            | 2B              |
| 2               | Robinson Canó   | Yankees         | 2B              | 2               | Carlos Beltrán   | Cardinals       | RF              |
| 3               | Miguel Cabrera  | Tigers          | 3B              | 3               | Joey Votto       | Reds            | 1B              |
| 4               | Chris Davis     | Orioles         | 1B              | 4               | David Wright     | Mets            | 3B              |
| 5               | José Bautista   | Blue Jays       | RF              | 5               | Carlos González  | Rockies         | LF              |
| 6               | David Ortiz     | Red Sox         | DH              | 6               | Yadier Molina    | Cardinals       | C               |
| 7               | Adam Jones      | Orioles         | CF              | 7               | Troy Tulowitzki  | Rockies         | SS              |
| 8               | Joe Mauer       | Twins           | C               | 8               | Michael Cuddyer  | Rockies         | DH              |
| 9               | J.J. Hardy      | Orioles         | SS              | 9               | Bryce Harper     | Nationals       | CF              |
|                 | Max Scherzer    | Tigers          | P               |                 | Matt Harvey      | Mets            | P               |

| American League                                                  | 0 | 0 | 0 | 1 | 1 | 0 | 0 | 1 | 0 | 3 | 9 | 0 |
| National League                                                  | 0 | 0 | 0 | 0 | 0 | 0 | 0 | 0 | 0 | 0 | 3 | 0 |
| WP: Chris Sale (1–0) LP: Patrick Corbin (0–1) SV: Joe Nathan (1) |   |   |   |   |   |   |   |   |   |   |   |   |

## Składy
| Miotacze - Clay Buchholz (2) - Grant Balfour (1) - Brett Cecil (1) - Bartolo Colón (3) - Jesse Crain (1) - Yu Darvish (2) - Steve Delabar (1) - Félix Hernández (4) - Greg Holland (1) - Hisashi Iwakuma (1) - Justin Masterson (1) - Matt Moore (1) - Joe Nathan (6) - Glen Perkins (1) - Mariano Rivera (13) - Max Scherzer (1) - Chris Tillman (1) - Justin Verlander (6) Łapacze - Jason Castro (1) - Joe Mauer (6) - Salvador Pérez (1) |  | Wewnątrzpolowi - Miguel Cabrera (8) - Robinson Canó (5) - Chris Davis (1) - Prince Fielder (5) - J.J. Hardy (2) - Jason Kipnis (1) - Manny Machado (1) - Dustin Pedroia (4) - Jhonny Peralta (2) Zapolowi - José Bautista (4) - Nelson Cruz (2) - Alex Gordon (1) - Torii Hunter (5) - Mike Trout (2) - Adam Jones (3) DH - David Ortiz (9) - Edwin Encarnación (1) |  | Menadżer - Jim Leyland Trenerzy - John Gibbons - Robin Ventura |

| Miotacze - Madison Bumgarner (1) - Aroldis Chapman (2) - Patrick Corbin (1) - José Fernández (1) - Jason Grilli (1) - Matt Harvey (1) - Clayton Kershaw (3) - Craig Kimbrel (3) - Cliff Lee (4) - Jeff Locke (1) - Mark Melancon (1) - Edward Mujica (1) - Sergio Romo (1) - Adam Wainwright (2) - Travis Wood (1) - Jordan Zimmermann (1) Łapacze - Brian McCann (7) - Yadier Molina (5) - Buster Posey (2) |  | Wewnątrzpolowi - Pedro Álvarez (1) - Everth Cabrera (1) - Matt Carpenter (1) - Allen Craig (1) - Freddie Freeman (1) - Paul Goldschmidt (1) - Brandon Phillips (3) - Jean Segura (1) - Marco Scutaro (1) - Troy Tulowitzki (3) - Joey Votto (4) - David Wright (7) Zapolowi - Carlos Beltrán (8) - Domonic Brown (1) - Michael Cuddyer (2) - Carlos Gómez (1) - Carlos González (2) - Bryce Harper (2) - Andrew McCutchen (3) |  | Menadżer - Bruce Bochy Trenerzy - Terry Collins - Davey Johnson |

- W nawiasie podano liczbę występów w All-Star Game.